# Neumarkt (Freital)

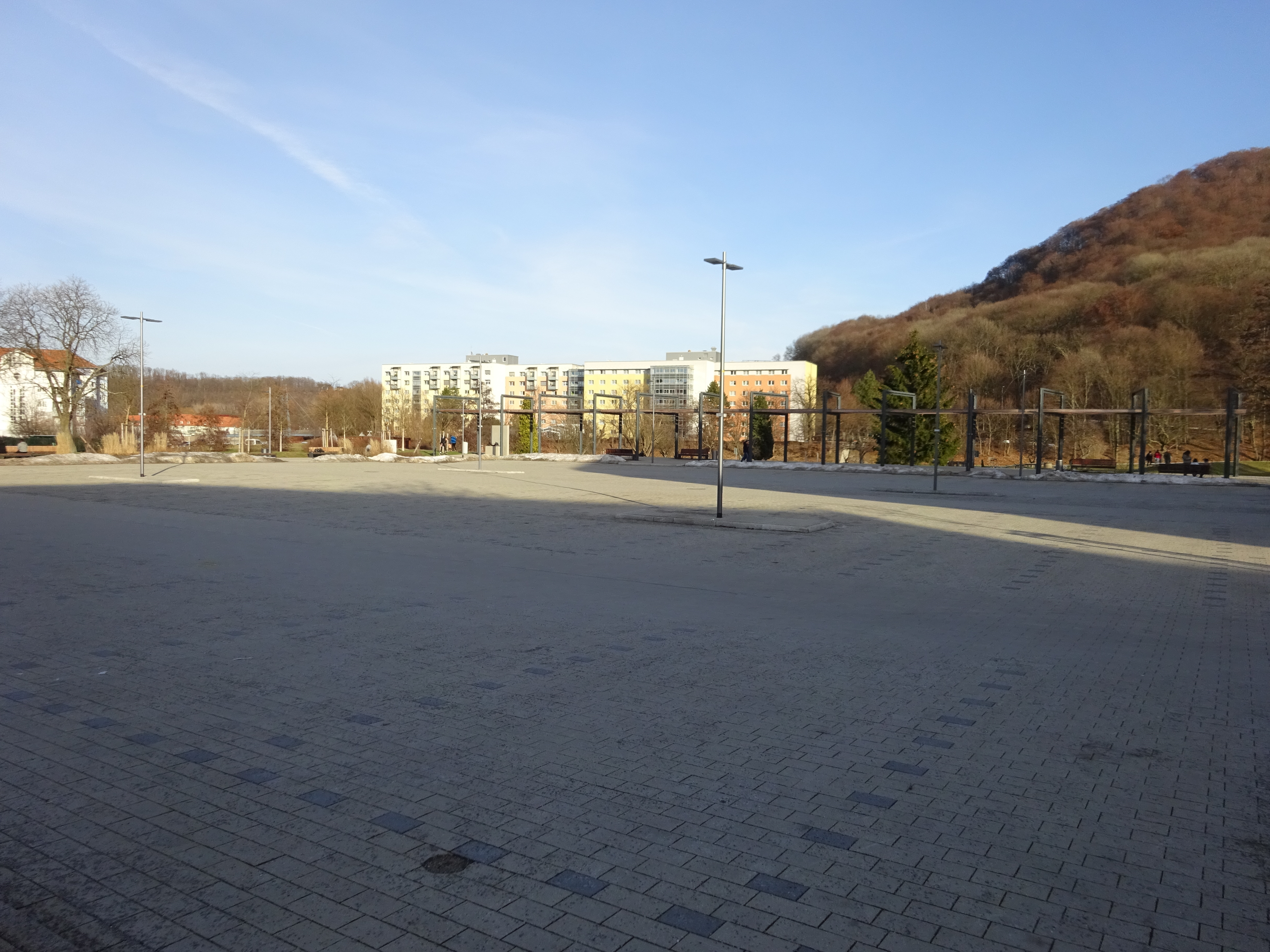
Der Neumarkt im Frühjahr 2021, Blick nach Nordosten

Der Neumarkt ist ein innerstädtischer Platz der Stadt Freital. Er befindet sich an der Dresdner Straße im Stadtteil Döhlen und war nach der Stadtgründung in den 1920er Jahren Bestandteil unvollendeter Planungen zu einem neuen Stadtzentrum Freitals. Diese wurden nach 2010 wieder aufgenommen.

## Lage und Beschreibung
Der Neumarkt befindet sich in der Ortslage Neudöhlen unweit der Stadtteilgrenze zu Deuben. Der rechteckige Platz mit einer Ausdehnung von 80 × 60 Metern erstreckt sich von der Dresdner Straße im Westen aus in Richtung der Weißeritz, die etwa 150 Meter östlich der Platzmitte in Süd-Nord-Richtung verläuft. Dazwischen befindet sich ein weitläufiger Park („Windbergpark“) zwischen Leßkestraße und der Bebauung an der Albert-Schweitzer-Straße mit Wegesystem, einem Grill- und Spielplatz sowie einem Zugang zum Fluss. Durch den Park verläuft zudem der in die Weißeritz mündende Wettin- bzw. Hüttengrundbach. Er bildet die nördliche Begrenzung des Neumarkts und wird mit zwei Fußgängerbrücken überschlagen.
Der Platz selbst ist mit hellem Betonpflaster ausgelegt und dient regulär als Parkfläche. Zu- und Abfahrt sind über Leßke- bzw. Dresdner Straße möglich. An der westlichen Platzseite befindet sich ein 1976 von Peter Pechmann geschaffener Edelstahlbrunnen aus drei Streben, die zusammen eine Blume symbolisieren sollen. Den östlichen Abschluss bildet eine zum übrigen Platz leicht erhöhte Pergola. An den Seiten sowie zur Dresdner Straße hin befinden sich Pflanzbeete, an der Dresdner Straße gibt es über die Haltestelle „Neumarkt“ Anschluss an das Freitaler Stadtbussystem.
Baulich gefasst wird der Neumarkt durch das „Stadthaus“ auf der Südseite sowie das ehemalige Finanzamt (heute Sitz des DRK-Kreisverbands) auf der Nordseite. Im Westen bilden die Baukörper des Technologie- und Gründerzentrums sowie des Wohn- und Geschäftskomplexes „City-Center“ die Platzfassung. Die Ostseite mit dem Park bietet einen freien Blick auf den Windberg.

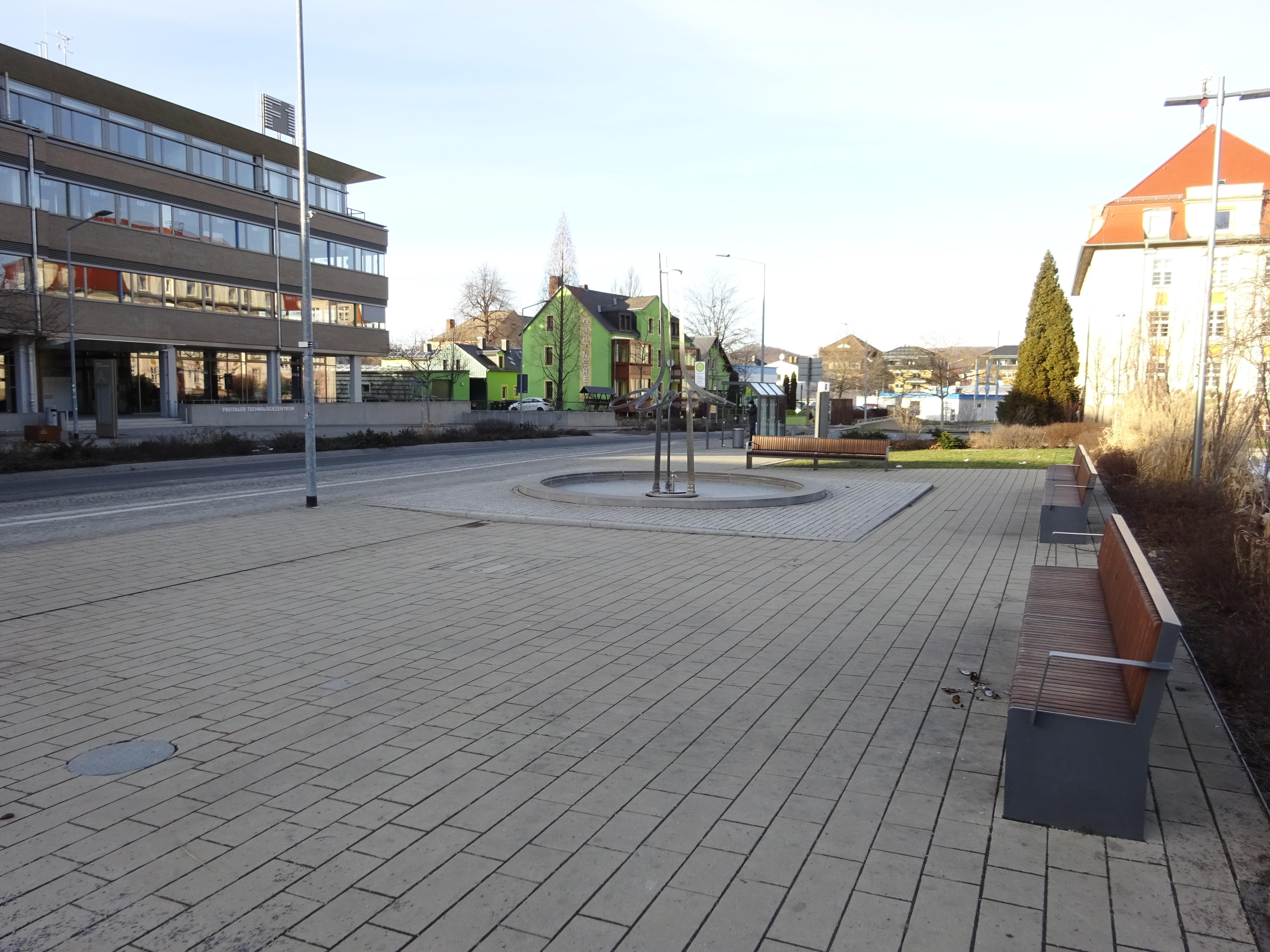
Brunnen und Haltestelle an der Dresdner Straße
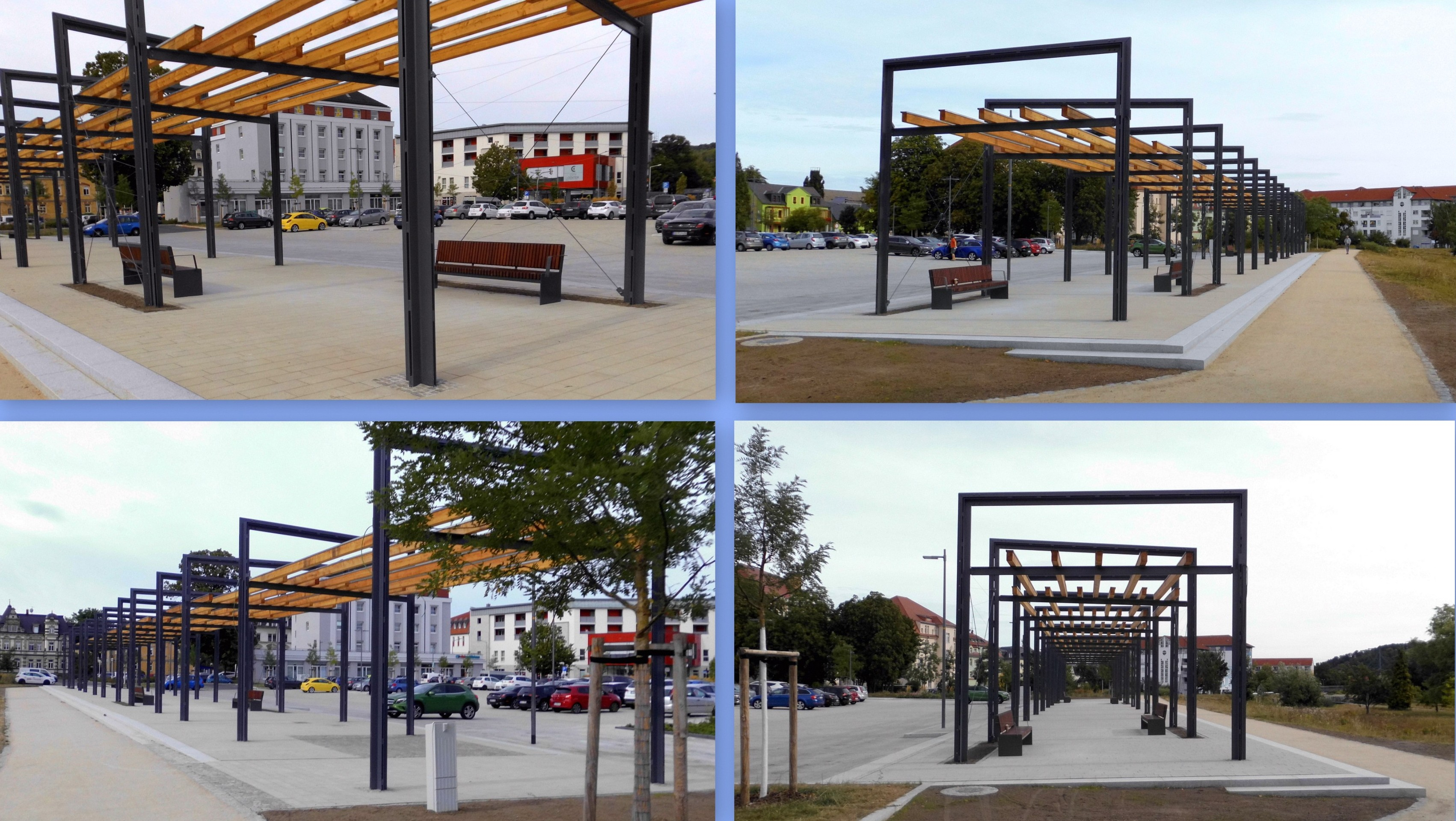
Pergola an der Ostseite
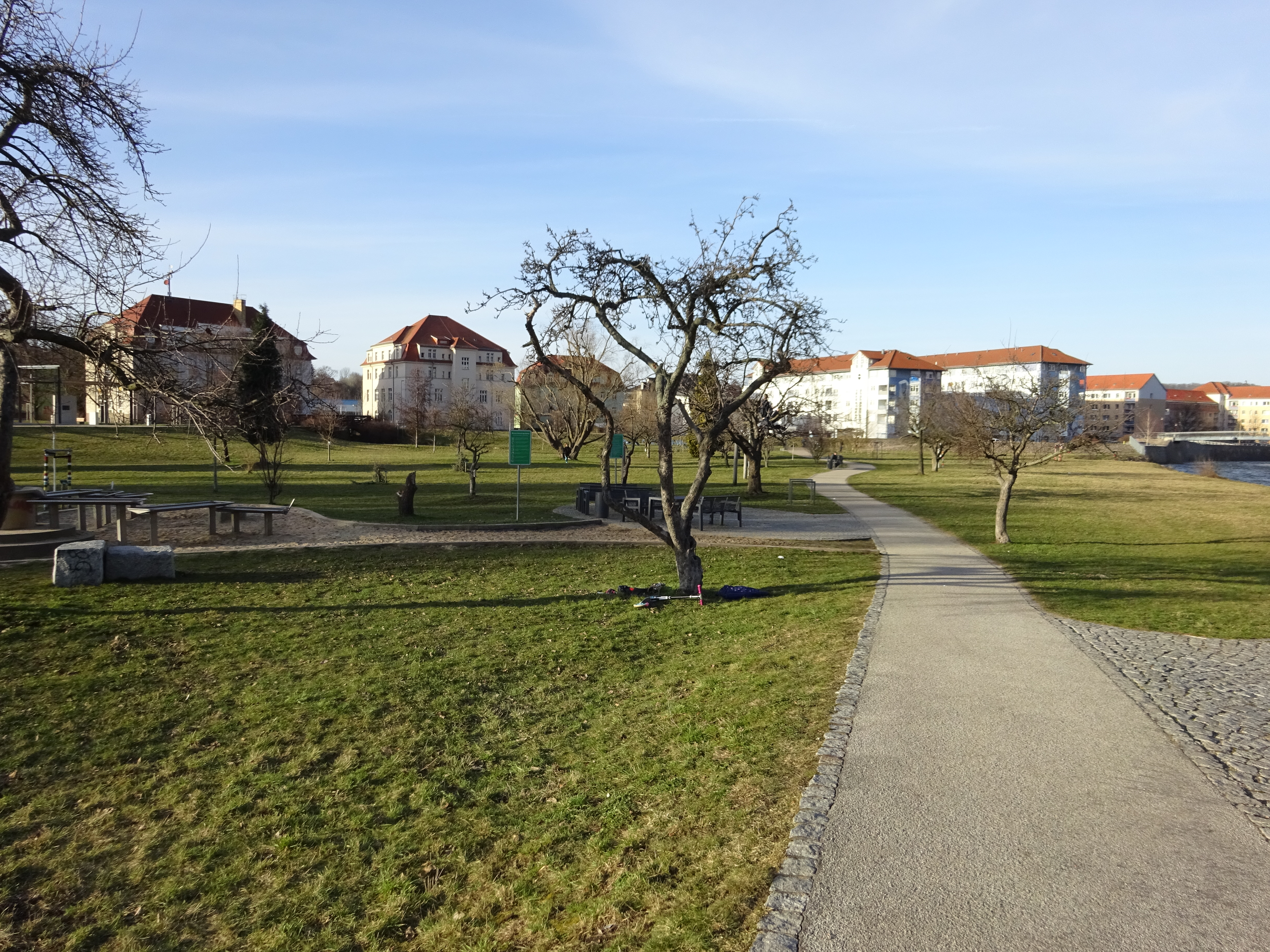
Parkanlage zwischen Neumarkt (links) und Weißeritz (rechts)

## Geschichte

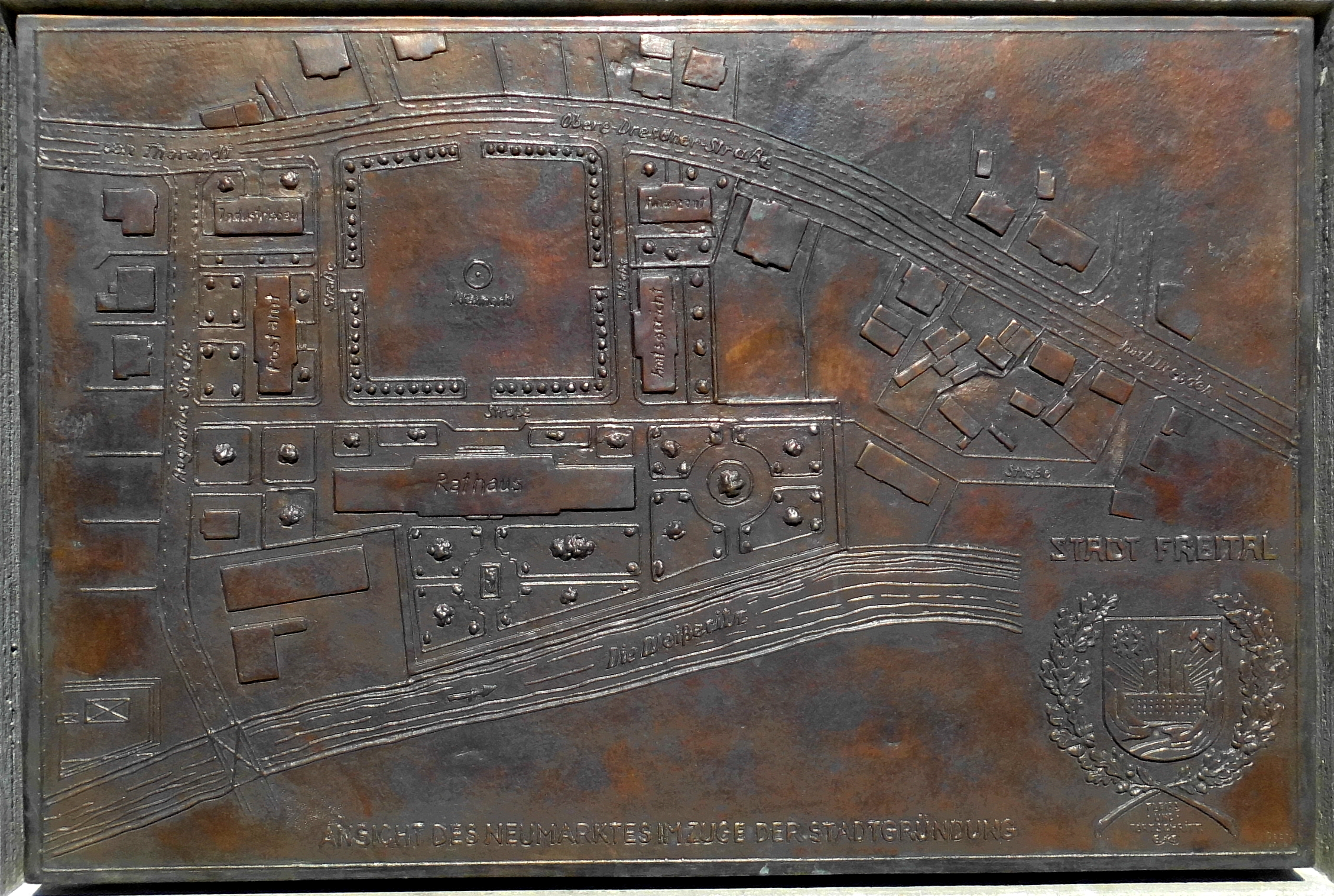
Plakette am Neumarkt mit den Planungen für das Areal in den 1920er Jahren

Die Stadt Freital entstand am 1. Oktober 1921 aus dem Zusammenschluss der bis dahin eigenständigen Gemeinden Deuben, Döhlen und Potschappel, die zwar in der Tallage der Weißeritz räumlich zusammengewachsen waren, aber jeweils eigene Orts- und Verwaltungszentren hatten. Die sozialdemokratische Stadtführung unter Oberbürgermeister Carl Wedderkopf (Amtszeit 1922–1927) ließ daher unter Leitung von Rudolf Bitzan bis 1924 Pläne für ein neues repräsentatives Zentrum für die gesamte Stadt ausarbeiten.
Die Standortwahl fiel auf das bis dahin unbebaute Areal in Neudöhlen. Es lag einerseits außerhalb der bestehenden Ortskerne und war andererseits durch die (Obere) Dresdner Straße sowie die Nähe zum Deubener Bahnhof gut erreichbar. Direkt um den Neumarkt – den neuen Marktplatz der Stadt – und entlang dieses Abschnitts der Dresdner Straße sollten die wesentlichen Behörden sowie Wohnungen bis ins Luxussegment angesiedelt werden. Die Gestaltung aus den ursprünglichen Planungen von 1924 wurde zugunsten des begrenzten Budgets von 420.000 Reichsmark für die Neumarktbebauung vereinfacht und die Pläne im April 1927 beschlossen.
Es entstanden Jahren folgende, heute aufgrund ihrer ortsgeschichtlichen und städtebaulichen Bedeutung denkmalgeschützte Gebäude entlang der Dresdner Straße:
- 1924: Handels- und Gewerbeschule (heute Bürogebäude, Dresdner Straße 205)
- 1927: Ortskrankenkasse (heute Polizeirevier, Dresdner Straße 203)
- 1927: Finanzamt (heute Bürogebäude, Dresdner Straße 207)
- 1927/28: Stadthaus (Dresdner Straße 209)[3]

Die Planungen sahen noch weitere Neubauten direkt am Neumarkt zu dessen baulicher Fassung vor. Es sollten ein Postamt (Südseite, neben Stadthaus), ein Neubau für das Amtsgericht (Nordseite, neben Finanzamt) sowie ein von Gartenanlagen flankiertes gemeinsames Freitaler Rathaus (Ostseite) entstehen. Am Windberghang war zudem ein Zentralfriedhof samt Krematorium geplant. Der Neumarkt sollte nach Abschluss der Bautätigkeiten mit einer umlaufenden Baumreihe sowie einem Brunnen auf der Platzmitte gestaltet werden.
Durch die Weltwirtschaftskrise und gleichzeitig hohe Sozialausgaben der Stadt ergaben sich Ende der 1920er Jahre finanzielle Nöte, sodass die weiteren Bauprojekte nicht verwirklicht werden konnten. Auch der Neumarkt wurde nicht entsprechend der Planungen gestaltet, aber dennoch für Veranstaltungen, beispielsweise Zirkusse, genutzt. Später wurde der Neumarkt zunächst zum Park mit Sitzgelegenheiten umgestaltet und um 1960 befestigt und fortan als Parkplatz sowie weiterhin für Veranstaltungen genutzt. Er trug während der Zeit der DDR den Namen „Ernst-Thälmann-Platz“. Im Jahr 1976 wurde der Brunnen aufgestellt. Die ursprünglich für das neue Rathaus vorgesehene Fläche zur Weißeritz wurde Kleingartenland.
Nach 1989 erhielt der Platz seinen ursprünglichen Namen wieder. In den 1990er Jahren kam es im Umfeld des Neumarkts zu ersten Veränderungen. Zwischen Bahnhof- und Dresdner Straße wurde anstelle sanierungsbedürftiger Gebäude das City-Center errichtet. Der Brunnen wurde 1996/97 instand gesetzt. Nach dem Hochwasser 2002 wurden die Kleingartenanlagen zur Weißeritz hin entfernt.

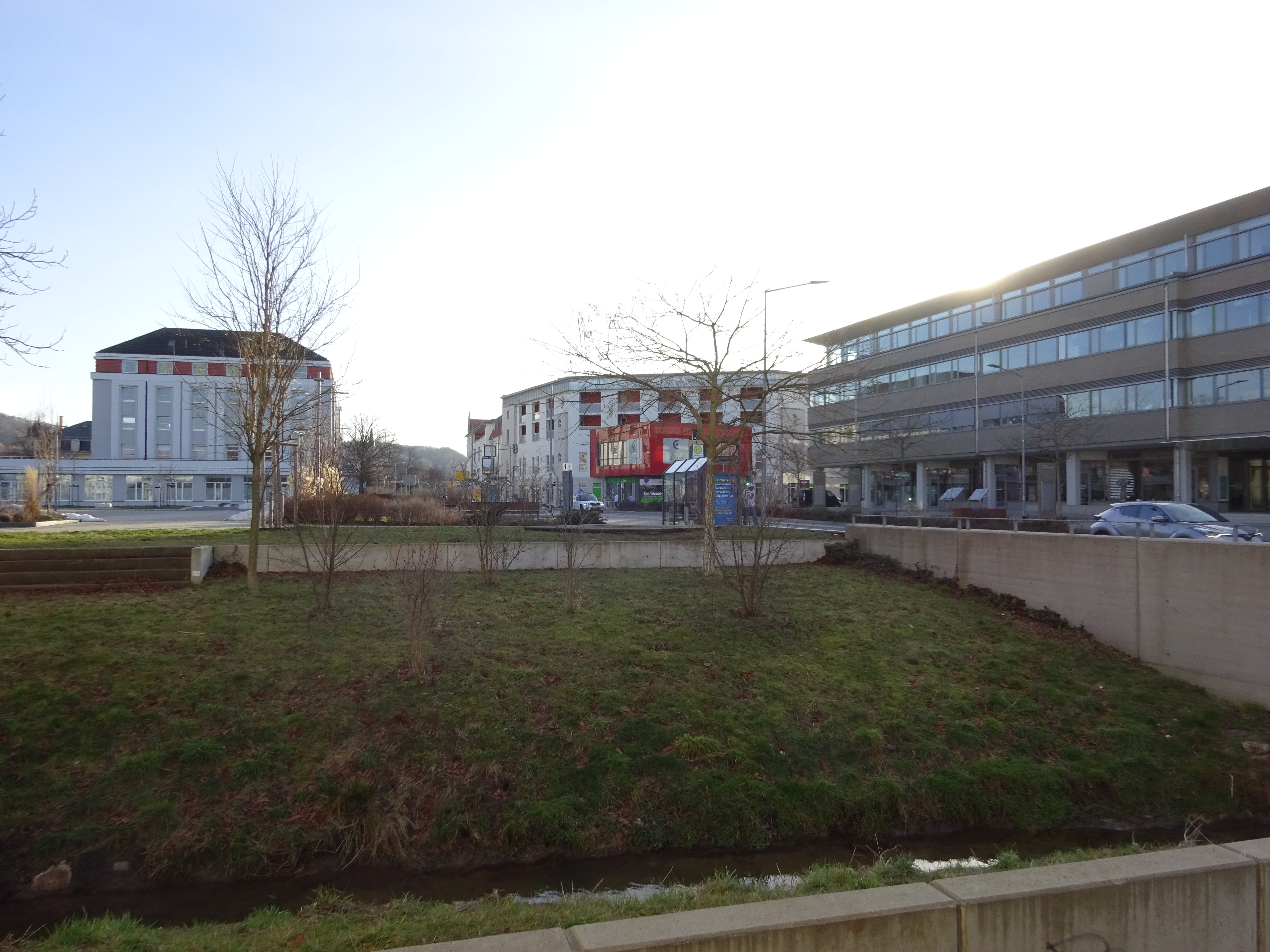
Neumarkt 2021: Stadthaus, City-Center und Technologiezentrum, im Vordergrund der Hüttengrundbach

Weitere Entwicklung nahm der Neumarkt in den 2010er Jahren durch das Wiederaufgreifen der Idee, im Bereich Neudöhlen/Deuben ein Stadtzentrum zu schaffen. Im Zusammenhang mit der Entwicklung des 2010 beräumten Areals am Sächsischen Wolf sollte am Neumarkt die Zentrumsfunktion gestärkt und gleichzeitig die Aufenthaltsqualität verbessert werden. Dazu wurden ab 2012 der Hüttengrundbach freigelegt, der Park angelegt und die Dresdner Straße mit einer bepflanzten Mittelinsel beruhigt. Der Vorplatz zur Dresdner Straße erfuhr 2017 eine Umgestaltung, bei der außerdem der seit 2013 defekt gewesene Brunnen instand gesetzt wurde. Anschließend wurde bis 2019 die gesamte Platzfläche mit der Pergola neugestaltet und zur Weißeritz hin vergrößert.
In diesem Zusammenhang wurden im Umfeld des Neumarkts das Technologie- und Gründerzentrum neu errichtet, das City-Center umgebaut und als Sitz der Stadtbibliothek erweitert sowie das Stadthaus äußerlich saniert.